# ۶۷۹ آرتیستز
۶۷۹ رکوردینگ نام شرکت ناشر موسیقی و یکی از زیر مجموعه‌های وارنر میوزیک گروپ است. ۶۷۹ رکوردینگ واقع در لندن، انگلستان می‌باشد. این شرکت توسط نیک وورتینگتون که به تازگی شرکت ایکس‌ال رکوردینگز (به انگلیسی: XL Recordings)، ناشر موسیقی مستقل بریتانیایی را ترک کرده بود و وارنر میوزیک گروپ ایجاد شد.